# Glacera de l'Oberaar
La glacera de l'Oberaar (Oberaargletscher en alemany) es troba al Cantó de Berna a Suïssa. Situat al fons de la vall protegint el llac artificial de l'Oberaar, la glacera mesura gairebé cinc quilòmetres de longitud per a una amplada de 800 metres. Cobreix una superfície de 5 km².

## Geografia

### Característiques físiques

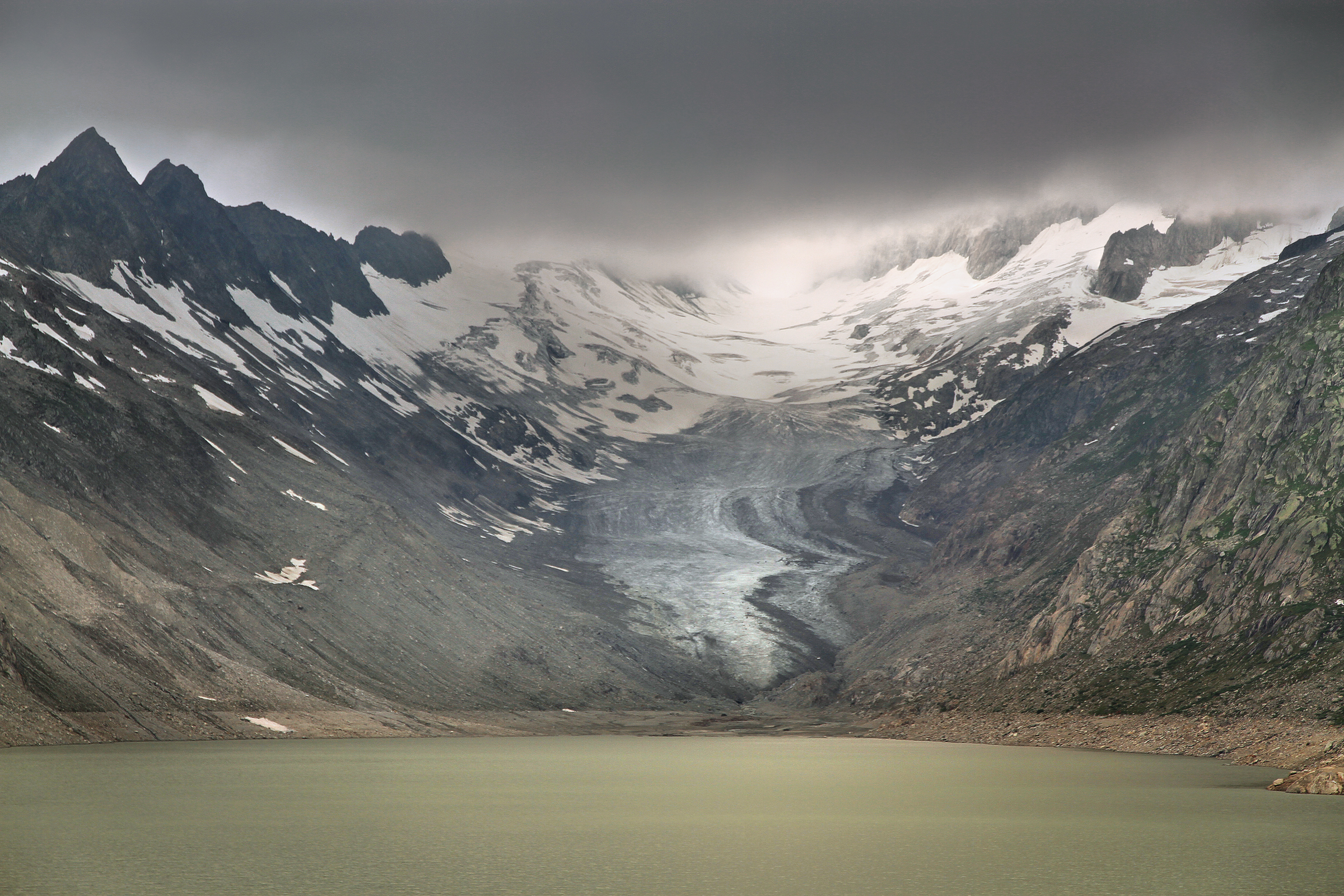
Vista de la glacera Oberaar des del llac homònim.

La glacera té el seu origen en un pas cobert de gel, l'Oberaarjoch (3.216 m) entre l' Oberaarhorn (3.631 m i l 'Oberaarrothorn (3.463 m). Després baixa cap a l'est entre el Scheuchzerhorn (3.456 m) situat al nord i l'Aargrat (3.132 m) al sud. La llengua glacial desemboca al llac Oberaar, a 2.310 m. Un torrent, l'Oberaarbach flueix des de la presa fins al llac Grimsel .
La glacera Oberaar es comunica amb la glacera Fiesch a través de l'Oberarjoch i la glacera Galmi. El pas entre la glacera de l'Oberaar i la de Galmi marca la frontera entre el Valais i el territori de Berna. La cabana Oberaarjoch (Oberaarjochhütte) es troba a prop del coll a 3.256 m. És una etapa important per a les expedicions d'alta muntanya a l'eix Lötschental - Jungfraujoch - Pas de Grimsel.

### Evolució
La glacera Oberaar abans estava connectada amb la Glacera de l'Unteraar. Durant les èpoques glacials, les dues glaceres baixaven fins a Berna. Ara es troben a diversos quilòmetres de distància.

Evolució de la glacera en metres. En verd, les diferències acumulatives de longitud. En vermell, les variacions anuals de longitud.